# 4-й Березівський провулок (Житомир)
4-й Березівський провулок — провулок в Богунському районі міста Житомира.

## Характеристики
Розташований на Мальованці. Бере початок з 1-го Березівського провулка. Завершується на Березівській вулиці.

## Історія
Провулок виник та отримав назву у 1959 році. До кінця 1960-х років провулок та його забудова сформувалися.